# 주엽동
주엽동(注葉洞)은 경기도 고양시 일산서구에 있는 법정동이다.

## 지명
이곳의 본래 이름은 황조향이라 기록되어 있는데 이후 주엽이란 이름으로 불리고 있다. 이곳에서 오랜 기간을 살아온 마을 주민들은 이곳을 줴비, 또는 제비 마을로 부르는데 이 명칭은 주엽리를 줄여 부르는 것이다. 주엽은 현재까지 2가지의 유래설이 있다. 먼저 주엽은 한강으로 들어가는 개울에 마을에 있는 커다란 나뭇잎들이 떨어져 흘러 내려간다고 하여 붙여진 유래설이 있고 두 번째는 일산 신시가지가 건설되기 전에 문촌 마을 뒷산인 골동산에 오르면 주엽동 마을의 생김새가 마치 낙엽과 같다고 하여 붙여진 이름이 라는 것이다.

## 개요
주엽1동의 주변 마을에는 동쪽으로는 장항2동이 있고, 서쪽으로는 주엽2동, 남쪽으로는 장항2동과 1동이, 그리고 북쪽으로는 일산 3동이 경계를 이루고 있다. 주엽1동은 고양시에서 가장 인구밀도가 높은 마을이다. 다른 마을에는 조금의 단독주택이나 빌라 등이 있지만, 이곳 주엽1동 강선 마을에는 모두 고층의 아파트와 상가가 있어 현대의 도시계획에 의해 만들어진 신시가지 마을이다. 이곳 마을의 상업 교통의 중심은 주엽역 일대가 된다. 이 주엽역에서 일산 중앙로를 따라 고양시 최고의 상권이 형성되어 있다. 마을을 크게 구분하면 일산 중앙로 북쪽과 남서쪽으로 구분이 가능하다. 모두 강선마을로 불리는데 이 이름은 일산에 신시가지가 들어서기 이전부터 사용하고 있는 고유의 이름이다. 강선은 신선이 내려와 놀 정도로 경치가 아름답다고 하여 붙여진 이름이라 한다. 현재 이곳 주엽1동은 10층 이상의 고층아파트가 전체를 이루고 이 사이를 지나는 도로, 공원, 상가건물, 학교 등으로 이루어져 있다. 교통이 편리하고 상가가 발달되어 있으며 인근의 일산 호수공원, 노래하는 분수대와 직접 연결되어 많은 시민들이 이곳 주엽동 일대를 이용하고 있다.

## 아파트
| 단지명          | 건설사                   | 시행사                   | 주소                  | 입주        | 비고 |
| --------------- | ------------------------ | ------------------------ | --------------------- | ----------- | ---- |
| 강선마을 1단지  | ㈜대우 건설부문 벽산건설 | ㈜대우 건설부문 벽산건설 | 일산서구 대산로 106   | 1994년 7월  |      |
| 강선마을 5단지  | 건영 동부건설            | 건영 동부건설            | 일산서구 강선로 92    | 1994년 2월  |      |
| 강선마을 6단지  | 금호건설 ㈜한양          | 금호건설 ㈜한양          | 일산서구 대산로 99    | 1995년 2월  |      |
| 문촌마을 4단지  | 삼익건설㈜               | 삼익건설㈜               | 일산서구 대산로 141   | 1994년 4월  |      |
| 문촌마을 17단지 | ㈜신안종합건설           | ㈜신안종합건설           | 일산서구 주엽로 98    | 1994년 12월 |      |
| 강선마을 14단지 | ㈜두산개발               | ㈜두산개발               | 일산서구 강선로 33    | 1994년 3월  |      |
| 강선마을 17단지 | ㈜동성종합건설           | ㈜동성종합건설           | 일산서구 호수로 710   | 1994년 2월  |      |
| 강선마을 19단지 | 우성건설㈜               | 우성건설㈜               | 일산서구 강선로 9     | 1994년 3월  |      |
| 문촌마을 1단지  | 우성건설㈜               | 우성건설㈜               | 일산서구 대산로 184   | 1994년 12월 |      |
| 문촌마을 3단지  | 우성건설㈜               | 우성건설㈜               | 일산서구 대산로 142   | 1994년 5월  |      |
| 문촌마을 5단지  | ㈜한일건설 남광토건      | ㈜한일건설 남광토건      | 일산서구 대산로 161   | 1994년 5월  |      |
| 문촌마을 6단지  | ㈜기산 남광토건          | ㈜기산 남광토건          | 일산서구 대산로 183   | 1994년 5월  |      |
| 문촌마을 14단지 | 세경산업㈜               | 세경산업㈜               | 일산서구 킨텍스로 300 | 1999년 2월  |      |
| 문촌마을 7단지  | 삼일기업공사             | 대한주택공사             | 일산서구 킨텍스로 340 | 1995년 9월  |      |
| 문촌마을 9단지  | ㈜신안종합건설           | 대한주택공사             | 일산서구 주엽로 156   | 1995년 9월  |      |

## 교육
- 강선초등학교
- 오마초등학교
- 한수초등학교
- 문촌초등학교
- 문화초등학교
- 주엽초등학교
- 한수중학교
- 오마중학교
- 경기영상과학고등학교

## 교통
- 주엽역